# Лобос (остров)
Ло́бос (исп. Lobos) — остров в Атлантическом океане, относится к архипелагу Канарских островов (Испания). Административно относится муниципалитету Ла-Олива провинции Лас-Пальмас.
Находится в 2 км к северу от острова Фуэртевентура. Площадь — 4,58 км², населения нет с 1982 года, остров посещается туристами.
Является вулканическим островом. Его возраст оценивается в диапазоне от 6000 до 8000 лет.
Местный маяк был автоматизирован в 1968 году. С 1982 года остров является частью расположенного на нескольких островах природного заповедника Parque Natural del Archipiélago Chinijo: здесь произрастает около 130 редких растений, а дно вокруг острова представляет собой зону рифов.
Остров является родиной парагвайской поэтессы и драматурга Хосефины Пла (1903—1999).